# مهدی آیتی

مهدی آیتی، (زاده ۱۳۳۶، بیرجند) نماینده دوره ششم مجلس شورای اسلامی از شهرستان بیرجند، خوسف و درمیان بود.
وی از جمله نمایندگان متحصن در مجلس ششم بود. صلاحیت وی در دوره هشتم مجلس شورای اسلامی توسط شورای نگهبان رد شد.
وی تا شهریور ۱۳۸۷ عضو شورای مرکزی حزب اعتماد ملی بود که در این تاریخ در اعتراض به اعلام نامزدی مهدی کروبی در انتخابات ریاست جمهوری، از آن استعفا داد.
برخی از اعضای حزب اعتماد ملی استعفای وی از شورای مرکزی حزب را دو سال پیش از این تاریخ و در سال ۱۳۸۵ می‌دانند.
وی در سال 92 رئیس ستاد تبلیغات انتخاباتی حسن روحانی در خراسان جنوبی بود.